# Café des images
Le Café des Images est une salle de cinéma classée Art et essai, située à Hérouville-Saint-Clair. 

## Histoire
Dès 1974, la municipalité d'Hérouville-Saint-Clair a le projet d'implanter un « centre culturel cinématographique » sur la commune nouvelle. Mais la création en 1975 du complexe Cinéclair au sein de la galerie marchande du supermarché Carrefour retarde ce projet. Il ne voit le jour qu'en décembre 1978 sous l'enseigne Café des Images. Le centre se compose alors d'une cafétéria et de deux salles de projection : l'une de 265 places destinée aux films de 16 mm et l'autre de 65 pour le Super 8. Son premier directeur est Jacques Brochard. En 1979, la grande salle est classée art et essai de catégorie A.
Elle est dirigée par Geneviève Troussier à partir de 1981, par Yannick Reix à partir de février 2014, puis par Élise Mignot depuis 2019.
Lieu d'initiation au 7ème art, le cinéma coordonne les dispositifs d'éducation à l'image Maternelle au Cinéma, École et cinéma et Collège au Cinéma dans le Calvados  ainsi que Lycéens et apprentis au cinéma en Normandie et publie régulièrement des dossiers pédagogiques consacrés à l'esthétique  du cinéma et à la pratique audiovisuelle. 
Depuis 2016, il est aussi un tiers-lieu solidaire et fait partie du réseau labellisé Tiers-lieux Normandie. 
Le Café des Images accueille aussi régulièrement les rencontres du Cinéclub de Caen.

## Fiche technique
Le Café des images dispose de trois salles :
- la salle « à fleurs » (du fait des motifs de sa décoration) : 218 places ;
- la salle « Coupole » (du fait de son architecture) : 215 places ;
- la salle « Tati » : 59 places.

Ces salles peuvent projeter en 16 mm, 35 mm et numérique, avec un son stéréophonique en Dolby/Digital Theater Systems.
Elles sont toutes accessibles aux personnes à mobilité réduite. 
Le cinéma dispose également d'un café-restaurant dont la cuisine est labellisée Écotable, une appellation qui distingue les restaurants engagés dans leur réduction d'impact sur l'environnement.

## Accès
Le Café des images était desservi par la ligne B du Transport léger guidé de Caen de 2002 à 2017 à la station Café des images. Depuis 2019, la ligne 1 du tramway de Caen et la ligne de bus 6 marquent l'arrêt devant le cinéma à l'arrêt du même nom. Le cinéma est aussi desservi par Noctibus les soirées du jeudi au samedi à la station Saint-Clair